# 刘纪远
刘纪远（1947年5月—），汉族，中华人民共和国政治人物，第十一届全国政协委员。中国共产党黨員。

## 經歷
1976年於内蒙古师范学院地理系畢業。1981年於中国科学院研究生院獲得地图学与遥感专业硕士学位。1999－2007年間担任中国科学院地理科学与资源研究所所长。
2008年，当选第十一届全国政协委员，代表科学技术界，分入第三十组。并担任人口资源环境委员会专委。